# Phauloppia rauschenensis
Phauloppia rauschenensis är en kvalsterart som först beskrevs av Sellnick 1908.  Phauloppia rauschenensis ingår i släktet Phauloppia och familjen Oribatulidae. Inga underarter finns listade i Catalogue of Life.